# Modran (Derventa)
Modran (szerbül: Модран), település Bosznia-Hercegovinában, Derventa községben, a Szerb Köztársaság északi régiójában. 

## Fekvése
A település Bosznia-Hercegovina északi részén, Dobojtól légvonalban 23, közúton 31 km-re északnyugatra, községközpontjától légvonalban 7, közúton 9 km-re délkeletre fekvő dombos vidéken, 200-285 méteres magasságban fekszik. A település a Stanartól (délnyugat) Brodig (északkelet) húzódó dombos, hullámzó és lankás hegyvonulat középső részén található. A dombok legmagasabb pontja 368 méteres tengerszint feletti magasságban található (Jakeš és Odžak közelében). A dombláncolat az Ukrina és a Boszna alsó folyását követi. A Veličanka folyó Modrantól északra ered, mellékfolyója, a Dažnica pedig délnyugaton található, torkolata Velika alatt található. A Veličanka a Boszna bal oldali mellékfolyója, amelybe az E-73-as helyi út alatt ömlik. Itt halad át a Derventáról Dobojra menő főút. A Posavina termékeny síksága e folyók mentén egészen a Száváig húzódik, mely alkalmas a mezőgazdasági termelés különféle formáira. Ezen tevékenység mellett a Modran-Plehan vidék jól ismert gyümölcstermő vidék is.

## Népessége
| Nemzetiségi csoport | Népesség 1991 | Népesség 2013 |
| ------------------- | ------------- | ------------- |
| Szerb               | 7             | 2             |
| Bosnyák             | 0             | 0             |
| Horvát              | 1125          | 292           |
| Jugoszláv           | 1             | 0             |
| Egyéb               | 19            | 0             |
| Összesen            | 1152          | 294           |

## Története
Tárgyi bizonyítékok vannak arra vonatkozóan, hogy ez a terület már az őskortól kezdve lakott volt. A Vis Gradina régészeti lelőhely szisztematikus régészeti vizsgálata alapján a több településre utaló jeleket találtak, amelyek kronológiai sorrendben a következőképpen rendezhetők el: Vis A, Lasinja-kultúra, kőrézkor, Vis B, Kostolac-kultúra, késő kőrézkor, Vis C1, késő bronzkor, Vis C2, késő bronzkor és kora vaskor. A Vis Gradina lelőhelyen az első ásatásokat 1957 elején végezték, majd kisebb, szisztematikus ásatásokkal folytattak 1958 szeptemberében és 1959 áprilisában. Ezeket az ásatásokat a doboji Városi Múzeum finanszírozta. A régészeti munkálatokat Zdravko Marić vezette. Ez a régészeti lelőhely a környékbeli emberek 3000 éves tárgyi emlékeit tartalmazza. A nemzeti emlékhellyé nyilvánított lelőhely régészeti leleteit a Doboj Múzeumban tárolják. A leletekből kiemelkednek a díszített kerámiaedények. A szisztematikus régészeti kutatás 1963-ban és 1964-ben is folytatódott, 192 négyzetméternyi területet lefedve. A fennsík déli és nyugati részén végzett kutatások a Lasinja-kultúra és a Kostolac-kultúra településeinek nyomait, a felső rétegekben pedig az urnamezős kultúra nyomait tárták fel . A kutatást Branko Belić vezette, és időnként részt vett benne Katarina Petrović, a Slavonski Brodból származó Brodsko Posavlje régió akkori igazgatója, Ivan Vuković, a Travnik Helytörténeti Múzeum akkori kurátora, valamint Alojz Benac, a szarajevói Nemzeti Múzeum akkori igazgatója.
A velikai plébániát a 18. század harmincas éveiben említik. A plébániát az azonos nevű településről nevezték el, ahol nem voltak katolikusok, és a plébánia valódi székhelye valószínűleg Modran volt. A plébániát egy ideig Modrannak hívták, majd a 19. század húszas éveiben Zelenikára helyezték át, és így is hívták. A plébánia székhelyét végül 1853-ban Plehanra helyezték át. Modran ma is a plehani plébániához tartozik.
A horvát lakosságú település 1878-ig tartozott az Oszmán Birodalomhoz. Ekkor a berlini kongresszus határozata alapján az Osztrák-Magyar Monarchia része lett. 1879-ben az első osztrák-magyar népszámlálás során a Derventi járáshoz tartozó településnek 78 háztartása, 554 római katolikus és 10 ortodox lakosa volt. 1910-ben a Derventai járáshoz tartozó településen 126 háztartást, 872 római katolikus, 8 ortodox és 7 görög katolikus lakost találtak. A monarchia szétesésével 1918-ban előbb a Szerb-Horvát-Szlovén Királyság, majd 1929-től a Jugoszláv Királyság része lett. 1921-ben a Derventai járáshoz tartozó településnek 975 lakosa volt, közülük 970 római katolikus, 3 ortodox, 1 görög katolikus és 1 evangélikus volt. Az 1929-es törvény értelmében, amikor Bosznia-Hercegovinát négy banovinára, Drinskára, Vrbaskára, Zetskára és Primorskára osztották, a település a Vrbaska banovina (Orbászi bánság) része lett, amelynek székhelye Banja Luka volt. 1939-ben a közigazgatás átszervezésével a Hrvatska banovina (Horvát Bánság) része lett.
A második világháborúban Jugoszlávia megszállása után a Független Horvát Állam (NDH) része lett. A második világháború után 1992-ig a település a szocialista Jugoszlávia keretében a Bosznia-Hercegovinai Népköztársaság része volt. A boszniai háború idején Modranban már 1992. februárjában megszervezték az ellenállást a volt JNA és a hozzájuk kapcsolódó szerb félkatonai erők ellen. Megalakult a Derventai 103. HVO dandár Modrani 3. zászlóalja. A zászlóalj Derventa község déli részén, a posavinai csatatér tíz kilométeres szakaszán védekezett, első parancsnoka Nikola Lovrić, második Ivica Arambašić, harmadik pedig Ivan Čorluka volt. A zászlóalj a megalapításától leszereléséig (1996. április 20-án) részt vett a brodi, a šamači és az orašaci csatatereken vívott csatákban is. Erejének csúcsán 524 katonája volt. Közülük 36-an estek el vagy tűntek el. A Posavinán kívüli események és az ellenség túlereje miatt azonban ezt az egységet kiszorították a védelmi vonalakból, és a modrani régió, valamint Posavina összes horvát és bosnyák települése teljesen elpusztult, a helyi polgári lakosságot pedig kiűzték vagy megölték, templomukat lerombolták. A boszniai háborút lezáró daytoni békeszerződés rendelkezése alapján az ország területét felosztották a Bosznia-hercegovinai Föderáció és a boszniai Szerb Köztársaság között. A békeszerződés utáni területmegosztási megállapodás értelmében a település Derventa község részeként a Boszniai Szerb Köztársasághoz került.

## Oktatás
A modrani általános iskolában 1974. május 20. és 22. között a harmadik osztálytól a nyolcadik osztályig körülbelül 430 diák tanult. A „Bratstvo-jedinstvo” Általános Iskolában két harmadikos, három ötödikes és négy hatodikos osztály volt. A hetedik és nyolcadik osztályban három-három osztály volt

## Nevezetességei
- A falu római katolikus templomát Szent Nikola Tavelić tiszteletére 1972-ben építették. A templom plehani plébánia filiája volt. Ezt a templomot a boszniai háború során szerb szélsőségesek felrobbantották. Az új templom építése 2013-ban kezdődött. 2016-ban a templom belső és külső munkálatai már a befejezéshez közeledtek. 2017-ben új harang érkezett a templomba.

- Vis – őskori erődítmény maradványai. A lelőhely a Veličanka-patak kanyarulata feletti 264 méteres magaslaton, Modran és Gradina települések határán található. A régészeti feltárások 1958/59-ben és 1963/64-ben zajlottak. A régészeti munkák először a magaslat délnyugati oldalán történtek, ahol késő bronzkori és kora vaskori rétegeket találtak. Később a magaslat központi részét is feltárták. Itt kőrézkori rétegeket találtak a lasinjai, a kostolaci és a vučedoli kultúra emlékeivel.[11]

## Fordítás
- Ez a szócikk részben vagy egészben  a   Modran (Derventa) című bosnyák Wikipédia-szócikk ezen változatának fordításán alapul.  Az eredeti cikk szerkesztőit annak laptörténete sorolja fel. Ez a jelzés csupán a megfogalmazás eredetét és a szerzői jogokat jelzi, nem szolgál a cikkben szereplő információk forrásmegjelöléseként.
- Ez a szócikk részben vagy egészben  a(z)   Модран (Дервента) című szerb Wikipédia-szócikk ezen változatának fordításán alapul.  Az eredeti cikk szerkesztőit annak laptörténete sorolja fel. Ez a jelzés csupán a megfogalmazás eredetét és a szerzői jogokat jelzi, nem szolgál a cikkben szereplő információk forrásmegjelöléseként.